# Dreiherrenstein auf dem Heldrastein

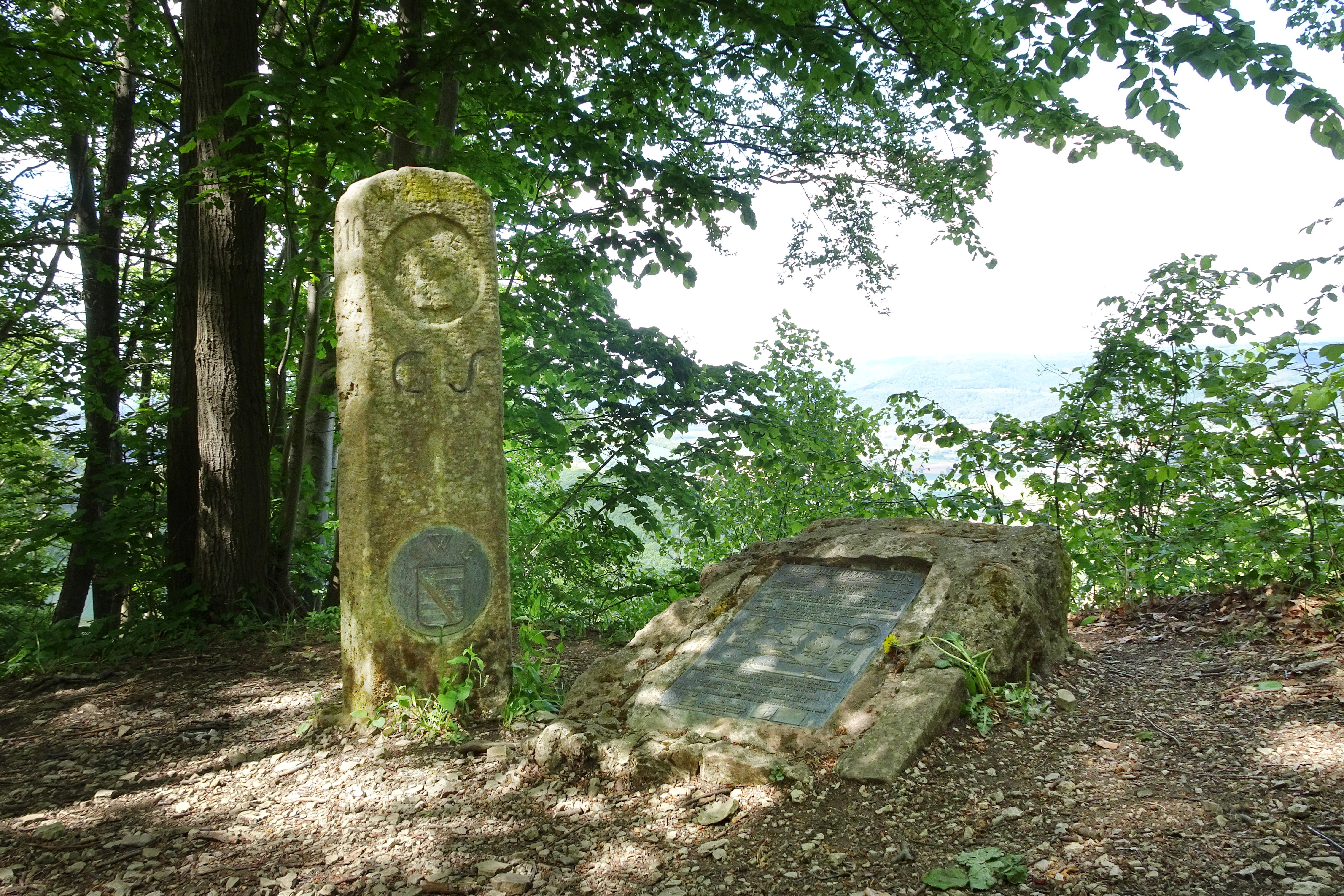
Der restaurierte Dreiherrenstein (links) mit der neuen Gedenktafel

Der Dreiherrenstein auf dem Heldrastein an der thüringisch-hessischen Landesgrenze ist ein Grenzstein mit historischer Bedeutung. An seinem Standort trafen Herrschaftsbereiche aufeinander, die im Laufe der Jahrhunderte vielfach Namen und Besitzer wechselten.

## Standort

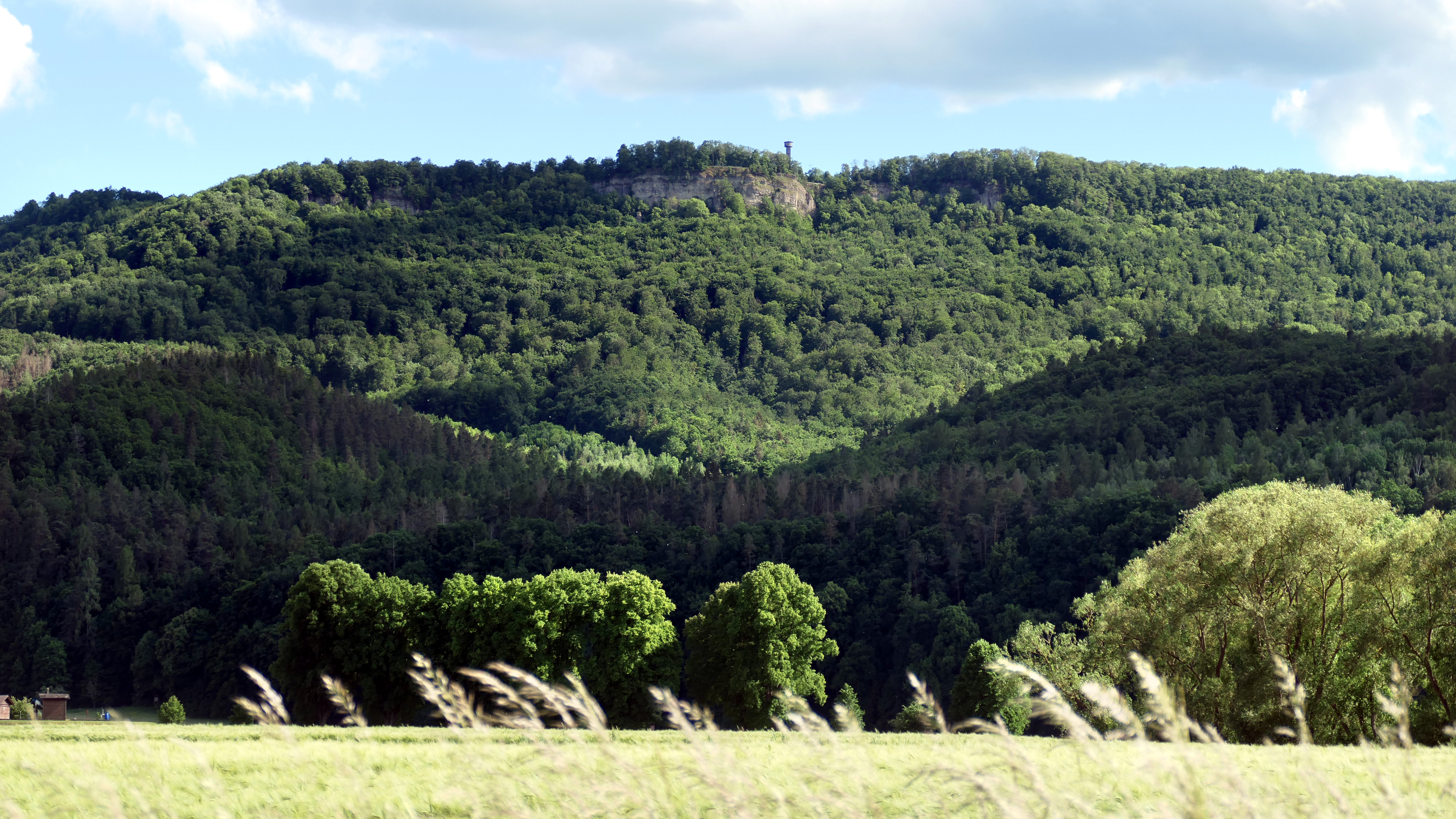
Blick aus der Werraaue bei Heldra auf die Abrisskante des Heldrasteins mit dem Turm der Einheit

Der Dreiherrenstein befindet sich oberhalb der hessischen Dörfer Rambach und Heldra und den thüringischen Orten Schnellmannshausen und Großburschla im Stadtgebiet von Treffurt, im Nordwesten des Wartburgkreises. Er steht auf dem 488,5 m hohen westlichen Steilhangausläufer des Heldrasteins und ist namensgebend für diese Erhebung. Der Heldrastein ist mit einer Höhe von 503,8 m einer der höchsten Berge im Ringgau. Von seiner Oberhangkante bricht er nach Norden steil zum Werratal ab. Der Ringgau gehört zu den westlichen Ausläufern der Muschelkalkplatten, die das Thüringer Becken umranden und sich vom Nordwesten Thüringens bis nach Hessen erstrecken. Die Werra trennte einst den Ringgau von seinem ursprünglichen Gesteinsverband der Randplatten und schuf mit ihm einen Zeugenberg, der in seinem Zentrum durch einen tektonischen Grabenbruch zerschnitten wird. Die langgestreckte Netra-Ifta-Talung teilt den Ringgau in einen nördlichen, zu dem auch der Heldrastein gehört, und einen südlichen Bereich.
Nach der naturräumlichen Gliederung Deutschlands des Instituts für Landeskunde Bad Godesberg liegt die Landschaft um den Heldrastein in einem Bereich, in dem das Treffurt-Wanfrieder Werratal (358.1) des Unteren Werraberglands (358), der Schlierbachswald (357.91) des Fulda-Werra-Berglands (357) und der Nördliche Ringgau (483.43), eine Teileinheit der Nordwestlichen Randplatten des Thüringer Beckens (483), aufeinandertreffen.
Das innerthüringische, nur landesweit einteilende System der Landesanstalt für Umwelt und Geologie (TLUG) ordnet den Heldrastein der Einheit Werrabergland-Hörselberge (3.3) in der Landschaft Muschelkalk-Platten und -Bergländer (3) zu.
Das Bergland um den Dreiherrenstein liegt innerhalb des Naturschutzgebiets Mertelstal - Heldrastein, das als Schutzzweck die naturnahen Buchenwälder mit den markanten Muschelkalk-Felswänden als Lebensraum seltener Tiere und Pflanzen schützen und erhalten soll. Das Naturschutzgebiet mit einer Größe von 252,5 Hektar hat die thüringeninterne Nummer 028 und den WDPA-Code 14485. Im Rahmen der Umsetzung der Fauna-Flora-Habitat-Richtlinie wurde dann das Naturschutzgebiet im September 2000 durch das Thüringer Umweltministerium mit gleichem Namen, etwa gleichen Erhaltungszielen und Grenzen der EU-Kommission für das länderübergreifende Netz besonderer Schutzgebiete Natura 2000 gemeldet und im Juli 2008 als FFH-Gebiet ausgewiesen. Die Kanzel des Heldrasteins mit dem „Turm der Einheit“ wurde bis zur Hüneburg im Osten nicht in das FFH-Gebiet einbezogen.
Das FFH-Gebiet hat die landesinterne Kennung 33, die Gebietsnummer 4827-305 und den WDPA-Code 555520194. Die Flächen der Schutzgebiete liegen innerhalb des Naturparks Eichsfeld-Hainich-Werratal. Mit der Entscheidung des Thüringer Landtages vom November 2018 wurde der Grenzbereich als Nationales Naturmonument unter Schutz gestellt. Das Grüne Band Thüringen soll gemeinsam mit dem Grünen Band Hessen, das der Hessische Landtag im Januar 2023 beschloss, zahlreiche seltene Lebensräume entlang der ehemaligen deutsch-deutschen Grenze miteinander verbinden und damit zur Erhaltung der biologischen Vielfalt beitragen.

## Größe und Beschriftung

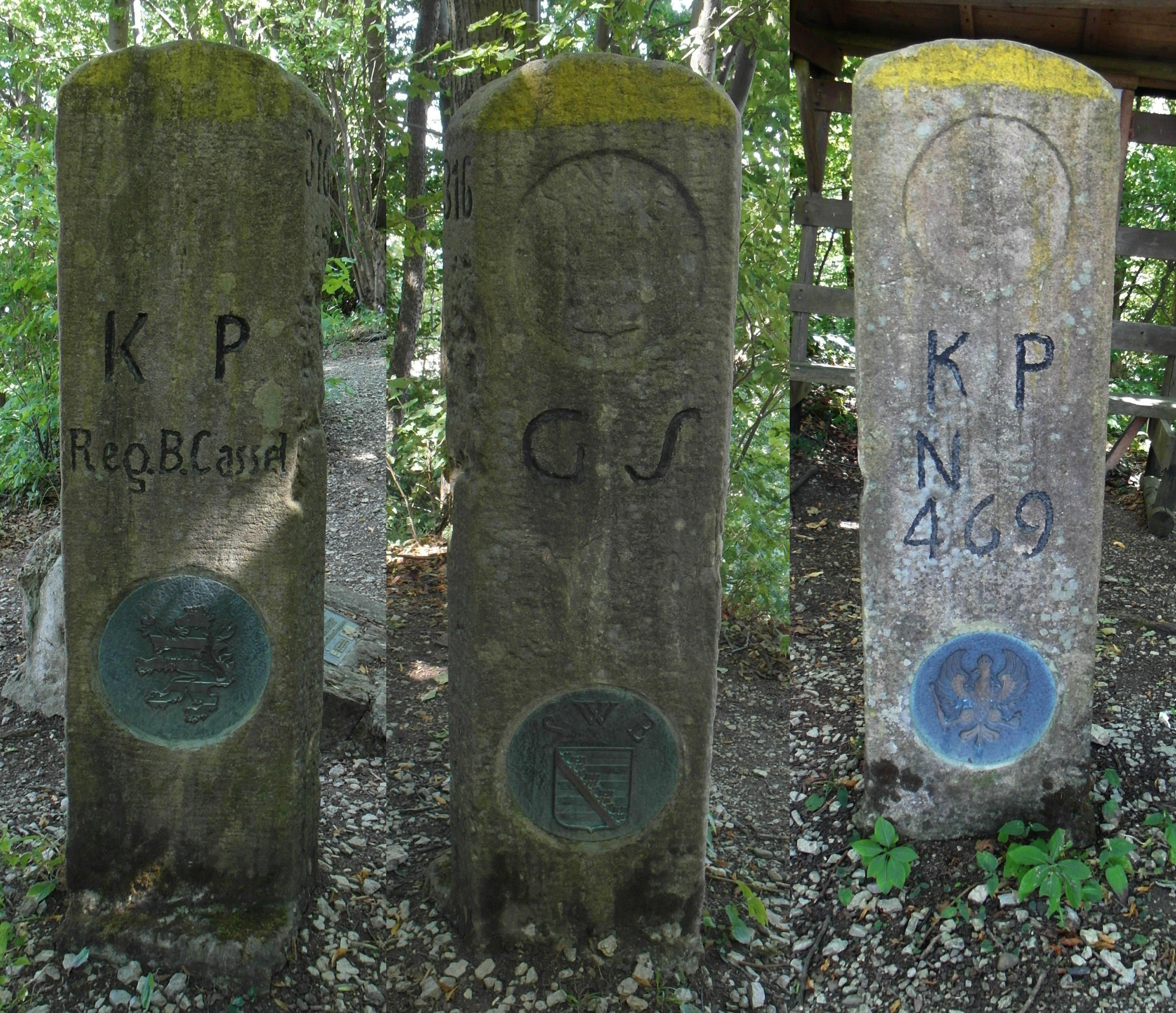
Von links nach rechts: Westseite (Kurfürstentum Hessen), Südostseite (Herzogtum Sachsen-Weimar) und Nordostseite (Königreich Preußen)

Der frühere Obmann für historische Kleindenkmäler im Werra-Meißner-Kreis, Karlfritz Saalfeld, bezeichnet in einem Beitrag für die Festschrift zum zehnjährigen Bestehen der Interessengemeinschaft Heldrastein den Dreiherrenstein als einen „Grenzstein von außergewöhnlicher Bedeutung“. Die zahlreichen unterschiedlichen Eintragungen auf ihm beweisen, dass er auch als Dokument anzusehen ist. Seine Höhe wird mit 135 cm angegeben. Drei der Seiten sind 36 cm, 42 cm und 36 cm breit, eine vierte Schmalseite hat eine Breite von 13 cm.
Auf dem Kopf des Steines sind die Richtungen der abgehenden Grenzlinien eingemeißelt. Die Seiten wurden mit den Wappen und Initialen der angrenzenden deutschen Staaten versehen:
- Die Nordostseite zeigt im oberen Bereich ein Rundbild mit dem auffliegenden preußischen Adler. Darunter stehen die Buchstaben KP für Königreich Preußen, die Saalfeld von der Schriftart her in die Jahre um 1835 einordnet. Für diese Zeit spreche auch die letzte Nummer der Grenzlinie in dem Grenzvertrag vom 21. Mai 1836 zwischen dem Königreich Preußen und dem Kurfürstentum Hessen. Die Steine dieser Grenzlinie, die an der Straße zwischen Wanfried und Katharinenberg beginnt, tragen die Jahreszahl 1837. Unterhalb der Nummer 469 auf dem Dreiherrenstein ist außerdem zu lesen: Reg.B.Erfurt (Regierungsbezirk Erfurt).
- Auf der Südostseite ist im oberen Bereich ebenfalls ein Rundbild eingearbeitet, auf dem das quergestreifte sächsische Stammwappen zu sehen ist. Da das Wappen auch die übrigen wettinischen Fürstenhäuser führten, wurden in das Rundbild die Buchstaben SWE für Sachsen-Weimar-Eisenach und darunter die Buchstaben GS für Großherzogtum Sachsen eingefügt.
- Auf der Westseite ist, im Gegensatz zu den übrigen Seiten, kein Rundbild vorhanden. Saalfeld vermutet, dass eine Vertiefung an dessen Stelle anzeigt, dass der ehemals dargestellte hessische Löwe überflüssig wurde, nachdem das Kurfürstentum Hessen im Jahr 1866 durch das Königreich Preußen annektiert worden war. Unterhalb des ehemaligen Rundbildes wurden dann die Buchstaben KP eingearbeitet sowie die Beschriftung Reg. B. Cassel (Regierungsbezirk Cassel), um den Unterschied zur ebenfalls preußischen Nordostseite zu veranschaulichen.[7]

Anfang der 2000er Jahre wurde der Dreiherrenstein restauriert und mit drei neuen Bronzeplaketten ausgestattet.

## Geschichte

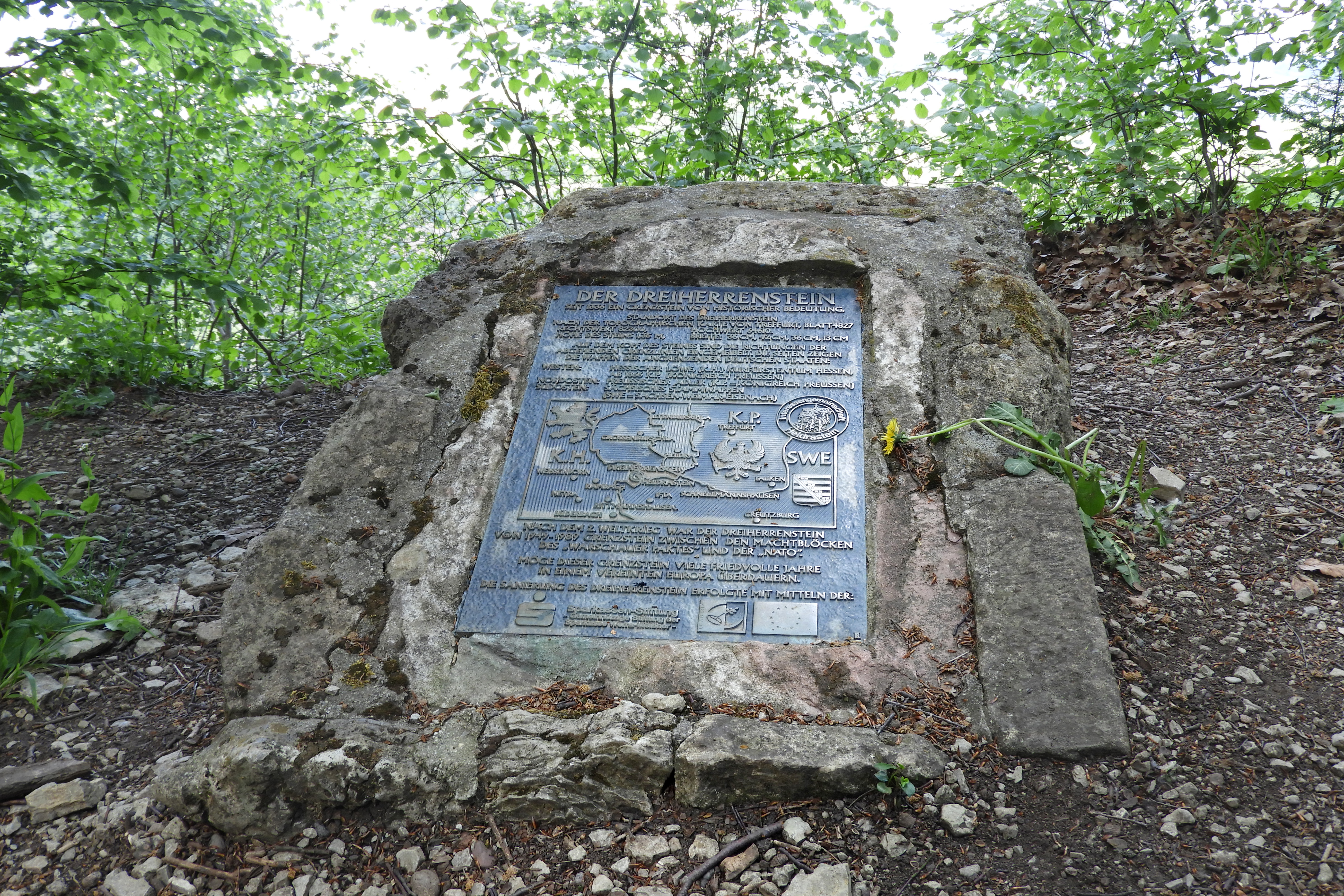
Der Gedenkstein neben dem Dreiherrenstein erinnert an die historischen Grenzverläufe und auch an die ehemalige innerdeutsche Grenze

Die Landschaft um den Dreiherrenstein war nahezu immer Grenzland. Festgefügte Herrschaftsbezirke und eindeutige Territorien gab es vor dem 12. Jahrhundert nur in Einzelfällen. Der Verlauf der heutigen Landesgrenze war in diesem Bereich noch nicht festgelegt. Thüringische Lehnsrechte vermischten sich mit hessischen Hoheitsrechten. Es gab immer wieder Auseinandersetzungen, die die Festlegung der Grenzen verhinderten oder veränderten.
Unter den verschiedenen angrenzenden Herrschaftsbereichen besaß die Ganerbschaft Treffurt eine gewisse Bedeutung. Sie war eines der kleinsten Territorien des Heiligen Römischen Reiches und wurde von 1333 bis 1802 als Ganerbschaft gemeinschaftlich von der Landgrafschaft Hessen, später Landgrafschaft Hessen-Kassel und der Landgrafschaft Thüringen und in deren Rechtsnachfolge von dem Kurfürstentum Sachsen und dem Erzbistum Mainz verwaltet. Mit dem Reichsdeputationshauptschluss von 1803 wurde der kurmainzische Kirchenstaat aufgelöst und die zu ihm gehörenden thüringischen Besitzungen dem Königreich Preußen als Ersatz für verlorengegangene linksrheinische Gebiete zugesprochen. Nach der vollständigen Abtretung an das Königreich Westphalen im Jahr 1807, das sich nach der Völkerschlacht bei Leipzig im Jahr 1813 auflöste, übernahm Ende Oktober 1813 ein preußisches Militärgouvernement die Verwaltung der ehemaligen preußischen Besitzungen und die gesamte Ganerbschaft Treffurt wurde 1815 Preußen übertragen. Preußen konnte also erst danach sein Hoheitszeichen auf der Nordostseite des Dreiherrensteins anbringen. Die Rundbilder waren zunächst ohne weitere Beschriftungen die ersten Kennzeichen des Grenzsteins. Die nächsten Eintragungen folgten in den Jahren 1836 oder 1837. So wurden nach dem Grenzvertrag zwischen Preußen und Kurhessen die Beschriftungen KP und Nr. 469 auf der Nordostseite eingefügt. Daraus ergibt sich für Saalfeld, dass der Dreiherrenstein zwischen 1815 und 1836 gesetzt wurde.
Ein Gedenkstein neben dem Grenzstein erinnert an die Geschichte und auch an die ehemalige innerdeutsche Grenze. Da sich der Grenzverlauf zwischen der Bundesrepublik Deutschland und der Deutschen Demokratischen Republik überwiegend an historischen Grenzen orientierte, war der Dreiherrenstein während der deutschen Teilung auch ein Grenzzeichen zwischen den beiden Staaten.

## Besucherhinweise

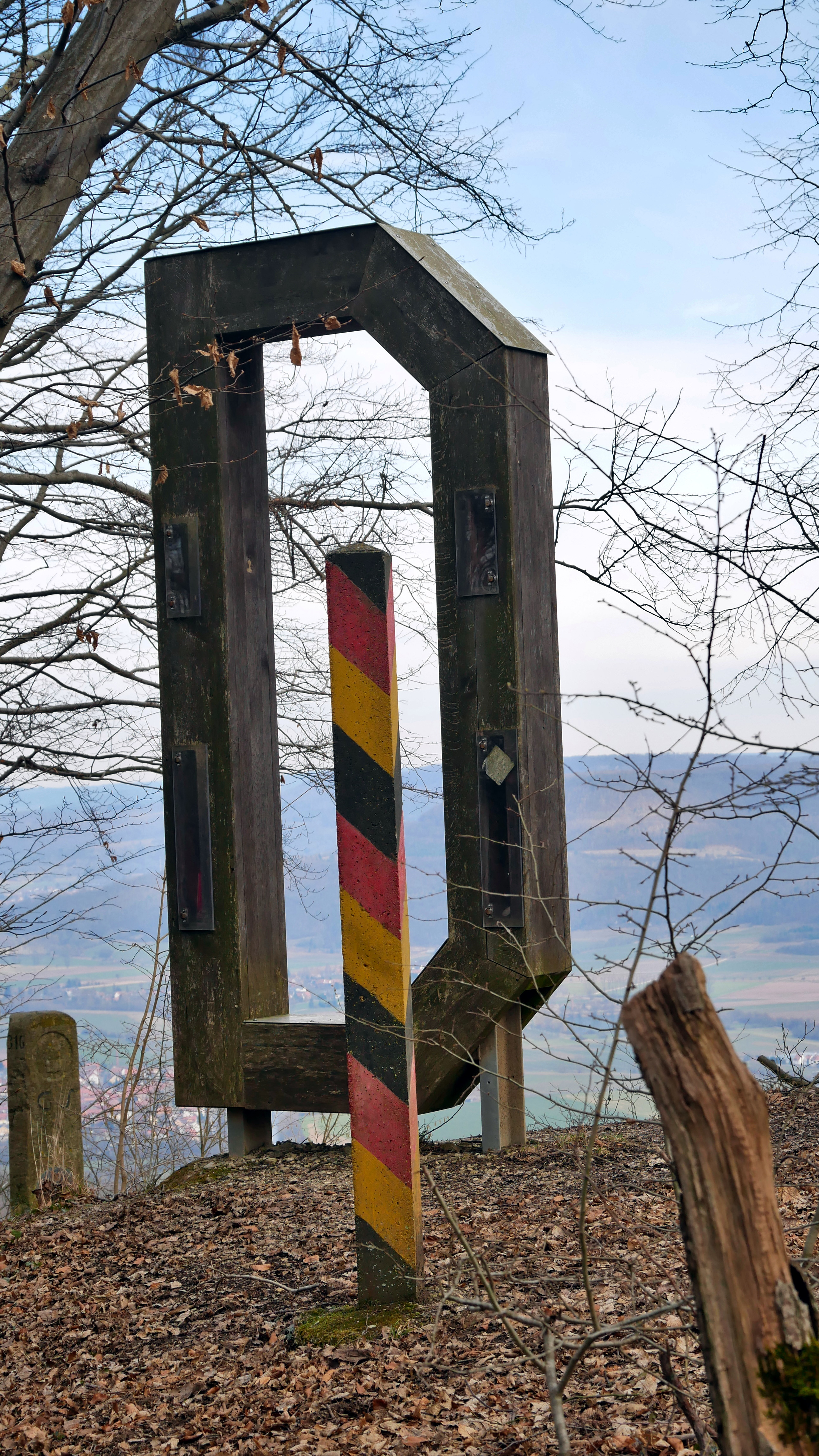
Wiedervereinigungs-Terminal „D“ beim Dreiherrenstein auf dem Heldrastein

- An dem Dreiherrenstein vorbei führt der 326 km lange „Barbarossaweg X8“, der den Kyffhäuser mit zahlreichen Städten, Klöstern und Burgen verbindet, die Kaiser Friedrich I. Barbarossa im Laufe seiner Regentschaft im 12. Jahrhundert aufsuchte.
- Auf gleicher Strecke verlaufen hier auch der „Wanderweg der Deutschen Einheit“, der mit einer Länge von 1080 km von der östlichsten deutschen Stadt Görlitz zu der westlichsten deutschen Stadt Aachen führt, sowie der 176 km lange „Hessenweg 8“ des Wanderverbandes Hessen von Korbach im Waldecker Land nach Wanfried im Werratal.
- Über einen kurzen Abstecher ist der Dreiherrenstein auch von dem „Premiumwanderweg P6“ zu erreichen. Der rund 12 km lange, als anspruchsvoll eingestufte Rundweg des Geo-Naturparks Frau-Holle-Land wurde mit dem Wandersiegel des Deutschen Wanderinstituts ausgezeichnet.[9]
- Der „Ars Natura“-Kunstwanderweg, der mit dem Ziel „Erholung durch Wandern und künstlerisches Erlebnis im Galerieraum Natur“ Skulpturen an den Wegen aufstellt, verläuft auf seiner 12. Teilstrecke von Röhrda zum Dreiherren- und Heldrastein.[10] Beim Dreiherrenstein installierte der Künstler Sandrino Sandinista Sander sein Wiedervereinigungs-Terminal „D“ als offene Bibliothek. „Wanderer können hier innehalten, sich der Geschichte erinnern und in Ruhe eines der Bücher durchblättern oder sich gar in eines vertiefen.“[11]